# Alina Boz
Alina Plotnikova Boz (Moszkva, 1998. június 14. –) török színésznő, modell.

## Életrajz
Oroszországban, édesanyja szülőhazájában született. Bolgár származású édesapja munkája miatt Törökországba költöztek, Alina 7 éves kora óta lakik ott. Akkor még nem tudott törökül, ezért nehéz volt beilleszkednie az iskolában. A Megtört szívek (Paramparça) című sorozatban Hazal Gülpınart, az egyik elcserélt gyermeket alakítja.

## Filmográfia
| Film/Sorozat                     | Szerep | Év        |
| -------------------------------- | ------ | --------- |
| Megtört szívek (Paramparça)      | Hazal  | 2014-2016 |
| Kacma Birader                    | ??     | 2016      |
| Sevda'nın Bahçesi                | Define | 2017      |
| Fogd a kezem (Elimi Birakma)     | Azra   | 2018-2019 |
| Bevezetés a szerelembe (Aşk 101) | Eda    | 2020-2021 |
| Marasli                          | Mahur  | 2021      |